# Beck (музикант)
Бек Га́нсен (англ. Beck Hansen) (уроджений Бек Девід Кемпбелл (англ. Bek David Campbell)) (нар. 8 липня 1970) — американський музикант, поет-пісенник і мультиінструменталіст, відоміший як Beck. Схожа на поп-артовий колаж суміш стилів разом із непрямими та іронічними текстами, постмодерновим аранжуванням, семплами, драм-машиною, живим використанням інструментів і музичних ефектів, Beck'а приязно сприймають музичні критики і публіка впродовж всієї його музичної кар'єри, відзначаючи його як найкреативнішого і своєрідного музиканта 1990-х і 2000-х років альтернативного року.

## Раннє життя
Бек народився у Лос-Анджелесі, Каліфорнія, у родині канадського музиканта Девіда Кемпбелла і художниці Бібє Гансен. Бабуся Бібє по материнській лінії була єврейкою, а її батько, Ел Гансен, мав данські коріння. У віці 17-ти років, Бібє переїхала до Каліфорнії, де вона і зустріла Кемпбелла.
У дитинстві жив у бідному районі поблизу Голлівудського бульвару. «До того часу, як ми виїхали звідти, там масово зруйновували купи будинків й будували велетенські багатоквартирки з низькою орендною платою». Переїхавши до іншого району, населеного переважно корейцями та сальвадоріанцями, сім'я з робітничого класу зазнавала фінансових проблем.
Після розлучення батьків, коли Беку було десять років, він залишився зі своєю матір'ю і братом у Лос-Анджелесі, де надихався музичною різноманітністю міста — усе від хіп-хопу до латиноамериканської музики. У віці 16 років, отримавши свою першу гітару, Бек став вуличним музикантом, найчастіше граючи пісні Ледбеллі у парку Лафаєт. Під час своїх підліткових років, Бек відкрив для себе музику Sonic Youth, Pussy Galore та X, але залишився незацікавленим до більшості музики поза межами фольку на протягом багатьох років своєї кар'єри. Першою сучасною музикою, яка безпосередньо зв'язала Бека з хіп-хопом, були записи виконавця Grandmaster Flash, які він почув у ранніх 1980-х. Живучи у переважно латинському окрузі, він виявився єдиною білою дитиною у школі, і швидко навчився брейкдансу. У віці 17 років, Бек вперше почув записи Міссісіпі Джона Гарта, які зачарували його, після чого він проводив години у своїй кімнаті, намагаючись наслідувати гітарну пальцеву техніку Гарта. Незабаром, Бек продовжив дослідження блюзової і фольк-музики, почавши слухати Вуді Гатрі та Блайнд Віллі Джонсона.
Почуваючи себе «повним вигнанцем», Бек кинув школу після середніх класів. Пізніше він сказав, що хоч і думав, що школа була важливою, але він почувався там небезпечно. Брат Бека, Ченнінг, брав його у різноманітні джазові пост-біт заклади у районах Еко-Парк та Сілвер-Лейк. Він нерідко відвідував Міський коледж Лос-Анджелесу, у бібліотеці якого переглядав записи, книжки і старі партитури. Щоб відвідувати лекції, Беку доводилося користуватися фальшивим посвідченням. Пізніше, у нього почався потік чорної роботи, включаючи такі, як завантаження вантажівок і прибирання листя за допомогою повітродувки.

## Кар'єра

### Ранні виступи і перші релізи (1985–93)
Бек почав як фольк-музикант, переключаючись між кантрі-блюзом, дельта-блюзом і більш традиційною фольк-музикою. Він почав виступати у міських автобусах, часто переспівуючи Міссісіпі Джона Гарта і виконуючи власні, іноді зімпровізовані композиції: «Я заходив в автобус і починав грати Міссісіпі Джона Гарта з абсолютно зімпровізованою лірикою. Якийсь п'яничка починав кричати на мене, називаючи Екслем Роузом. Так що я починав співати про Ексла Роуза, дамбу, автобусних пропусках і стрихнін, змішуючи все». Водночас, Бек був учасником гурту Youthless, який під впливом дадаїзму влаштовував виступи в міських кафе: «У нас були мікрофони RadioShack і саморобні динаміки, і ми витягали людей з натовпу, щоб ті прочитали комікс або побітбоксінговали, або ми зв'язували всю юрбу клейкою стрічкою».
В 1989 році Бек переїхав до Нью-Йорку, маючи при собі трохи більше восьми доларів і гітару. Протягом усього літа він намагався знайти роботу і житло, що не увінчалося особливим успіхом. У результаті, він оселився в Нижньому Іст-Сайді, де став частиною першої хвилі «анти-фольку», виступаючи з такими музикантами, як Сінді Лі Берріхілл, Кірком Келлі, Paleface і Lach.
|                                 | Сенсом місії було знищити всі кліше і створити нові. Всі знали один одного. Ти міг вийти на сцену і сказати що завгодно, при цьому не відчуваючи себе дивно і не відчуваючи будь-якого тиску. |
| — Бек про свої роки в Нью-Йорку | |

Будучи натхненним подібною свободою і місцевими виконавцями, Бек почав складати сюрреалістичні пісні про піцу, MTV і роботу в Макдональдсі, включаючи різноманітні життєві теми. В 1991 році, не бажаючи провести чергову бездомну зиму в Нью-Йорку, Бек повернувся в Лос-Анджелес. «Я втомився від холоду, втомився від побиттів. Без грошей в Нью-Йорку було важко <…> Я, так би мовити, використав усіх своїх друзів. Я всім насточортів там».
Повернувшись у Лос-Анджелес, Бек влаштувався на роботу до відео-магазину в районі Сілвер-Лейк, «роблячи такі речі, як розташовуючи в алфавітному порядку порнографію». Поза робочого часу, Бек виступав у різноманітних клубах і кафе Сілвер-Лейка спільно з іншими андеграундними виконавцями, включаючи Ethyl Meatplow і that dog.. Для того щоб звернути увагу байдужих глядачів на свою музику, Бек грав у невимушеній, жартівливій манері: «Я міг грати пісню Сана Хауса, а всі глядачі розмовляли. Так що може від відчаю чи нудьги, чи нудьги глядачів, я починав грати сміховинні пісні, просто щоб подивитися на реакцію людей». Будучи фактично незнайомим публіці і загадковим для зустрічних, Бек виходив на сцену між виступами в місцевих клубах і грав «дивні фольк-пісні», супроводжені «тим, що найкраще можна описати як перформанс», іноді одягаючи на обличчя маску імперського штурмовика з «Зоряних воєн». Незабаром, Бек почав робити демо-записи і роздавати їх всюди.
У кінцевому рахунку, молодого виконавця помітили Маргарет Міттлеман, голова управління талантами BMG Music Publishing, а також Том Ротрок, Роб Шнапф і Бред Ламберт, власники інді-лейбла Bong Load Custom. Шнапф побачив виступ Бека в клубі Jabberjaw і відчув, що він міг би підійти для їх невеличкого підприємства. Бек проявляв невеликий інтерес до хіп-хопу, тому Ротрок познайомив його з Карлом Стівенсоном, звукозаписним продюсером лейбла Rap-A-Lot. В результаті співпраці Бека і Стівенсона був написаний і записаний хіп-хоп трек «Loser», після чого Бек повернувся до своїх фольк-пісень, роблячи домашні записи типу Golden Feelings і випустивши декілька інді-синглів.

### Mellow Goldта незалежні альбоми (1993–94)
У березні 1993 року, лейбл Bong Load випустив сингл «Loser» на 12-дюймовому вінілі, відштампував 500 копій. Бек вважав, що сингл був пересічним, але погодився на його випуск тільки за наполяганням Ротрока. Несподівано, сингл стали крутити на радіостанціях, спочатку в Лос-Анджелесі, а після в Санта-Моніці на радіостанції KCRW, де ведучий Кріс Доурайдас програв пісню на головній музичній передачі станції Morning Becomes Eclectic. Доурайдас сказав: «Того дня я зателефонував до звукозаписувального лейблу і попросив, щоб Бек зіграв в ефірі. Він прийшов у ту п'ятницю, порепував під запис “Loser” і виконав пісню “MTV Makes Me Want to Smoke Crack”». Пізніше, Сіетлські радіостанції KNDD і KROQ-FM стали крутити «Loser» практично щогодини. Поки Bong Load намагалися випустити більше копій синглу, Беку почало надходити багато пропозицій від мейджор-лейблів. У листопаді, він провів кілька днів у Олімпії, Вашингтон, спільно з Келвіном Джонсоном записуючи матеріал, який був випущений на лейблі Джонсона K Records в 1995 році під назвою One Foot in the Grave. У грудні, Бек підписав контракт з мейджор-лейблом Geffen Records, який забезпечив йому збереження творчої свободи і дозволив випускати матеріал на невеликих, незалежних лейблах, таких як Flipside, який випустив альбом Stereopathetic Soulmanure. Через тиждень після випуску Stereopathetic Soulmanure, Geffen Records випустили третій студійний альбом Бека Mellow Gold, що відкривався саме з «Loser», яка до того часу вже була на вершині хіт-парадів, займаючи десяту і перше місця в Billboard Hot 100 і Modern Rock Tracks, відповідно. Також, пісня увійшла в хіт-паради Великої Британії, Австралії, Нової Зеландії і по всій Європі. З новонабутою увагою, таблоїди прозвали Бека «Королем нероб» і центром так званого «руху нероб» (англ. slacker movement). Критики визнали текст «Loser» тісно пов'язаним з «ідеалами» Покоління X, хоча сам Бек негативно поставився до подібних заяв і його образу особи «покоління нероб»: «До біса нероб. Я ніколи не байдикував. Я працював за чотири долари на годину, щоб залишитися в живих. Вся ця каламуть щодо “нероб” призначена для людей у яких є час, щоб бути пригніченими з приводу всього».

## Дискографія

### Сингли

#### Інді-сингли
- «MTV Makes Me Want To Smoke Crack» (Квітень 1993)
- «Steve Threw Up» (1994)
- «It's All in Your Mind» (1995)
- «Caspar and Mollusk» (1995)

#### Сингли великих лейблів
- «Loser» (1994)
- «Pay No Mind (Snoozer)» (1994)
- «Beercan» (1994)
- «Where It's At» (1996)
- «Devils Haircut» (1996)
- «The New Pollution» (1997)
- «Sissyneck» (1997)
- «Jack-Ass» (1997)
- «Deadweight» (саундтрек до фільму «Життя гірше звичайного» (англ. A Life Less Ordinary)) (1997)
- «Tropicalia» (1998)
- «Sexx Laws» (1999)
- «Mixed Bizness» (2000)
- «Lost Cause» (2002)
- «E-Pro» (2005)
- «Girl» (2005)
- «Nausea» (2006)
- «Think I'm in Love» (2007)
- «Timebomb» (2007)
- «Chemtrails» (2008)
- «Gamma Ray» (2008)
- «Youthless» (2008)

### Альбоми

#### Інді-альбоми
- Golden Feelings (1993/1999)
- A Western Harvest Field by Moonlight EP (1994)
- Stereopathetic Soulmanure (1994)
- One Foot in the Grave (1994)

#### Альбоми великих лейблів
- Mellow Gold (1994)
- Odelay (1996)
- Mutations (1998)
- Midnite Vultures (1999)
- Sea Change (2002)
- Guero (2005)
- The Information (2006)
- Modern Guilt (2008)
- Morning Phase (2014)
- Colors (2017)
- Hyperspace (2019)

### Компіляції
- Stray Blues (компіляція b-sides) (2000)
- Beck (компіляція b-sides) (2001)
- Game Boy Variations (компіляція реміксів) (2005)
- Guerolito (компіляція реміксів) (2005)

### Інше
- The Velvet Underground & Nico (2009)
- Songs of Leonard Cohen (2009)